# Ziltendorf
Ziltendorf es un municipio situado en el distrito de Oder-Spree, en el estado federado de Brandeburgo (Alemania). Tiene una población estimada, a fines de 2020, de 1483 habitantes
Está ubicado al este del país, en la frontera con Polonia.